# Коба Лариса Юріївна
Лариса Юріївна Коба — український журналіст і громадський діяч, Заслужений журналіст України.

## Життєпис
Закінчила Полтавський державний педагогічний інститут імені В. Г. Короленка, Київський національний університет імені Шевченка за фахом «Журналістика».
З 2002 працює редактором обласної газети «Село полтавське».
За ініціативи Лариси Коби вийшли у світ соціальні проєкти «Медицина зблизька», «Ветеранський вісник», «У родинному колі», впроваджені постійні акції «Збережи сільську бібліотеку» та «Вклонімося матері».
Є ініціатором і розробником всеукраїнської програми «Сільський журналіст», співпрацює з Українським журналістським фондом у здійсненні проєкту «Україна очима редактора», є учасником українсько-шведської програми з гендерного лобіювання.

## Відзнаки
- Заслужений журналіст України (2011)[1]